# Archidiocèse des Caraïbes et d'Amérique latine
L'Archidiocèse des Caraïbes et d'Amérique latine est une juridiction de l'Église éthiopienne orthodoxe. son siège est à Arouca (Trinité-et-Tobago). Il est membre de la Conférence des Églises de la Caraïbe.